# Wir sehen uns dort oben
Wir sehen uns dort oben (Originaltitel: Au revoir là-haut) ist ein Roman von Pierre Lemaitre. Er ist eine Erzählung über das Schicksal zweier Kriegsveteranen, die 2013 erschienen ist. Für dieses Werk gewann der Autor viele Preise, zum Exempel den Prix Goncourt; er wurde 2017 verfilmt. Es ist der erste von drei seiner Romane die von der Zwischenkriegszeit handeln. Der Zweite dieser Serie trägt den Titel Couleurs de l'incendie, der Dritte Miroir de nos Peines.

## Handlung
Der Erste Weltkrieg wird in wenigen Tagen vorbei sein, als Leutnant d'Aulnay Pradelle zwei seiner Männer tötet, um den Rest seiner Truppe zu einem letzten Angriff anzuspornen. Nur zwei überleben den Angriff: Albert Maillard und Édouard Péricourt. Éduard trägt bleibende Schäden im Gesicht davon, Albert bleibt physisch unverletzt, ist jedoch Zeuge von Pradelles Verrat. Die beiden Überlebenden versuchen nach dem Krieg, gemeinsam über die Runden zu kommen. Albert gelingt es schließlich, eine Arbeit in der Bank von Éduards reichem Vater (Marcel Péricourt) zu bekommen. Dieser ist von ihm sehr angetan, als er erfährt, dass er mit seinem Sohn, den er für im Krieg gefallen hält, gedient hat. Éduard, der sich aufgrund seiner Homosexualität vor langer Zeit mit seinem Vater überworfen hat, hat nicht die Absicht, ihn vom Gegenteil zu überzeugen. Pradelle war nach dem Krieg deutlich erfolgreicher als seine beiden ehemaligen Untergebenen: Er hat Marcels reiche Tochter geheiratet und widmet sich der Bestattung von Kriegstoten. Mit dubiosem Geschäftsgebaren verdient er eine Menge Geld.
Eines Tages entwirft der begnadete Zeichner Édouard einen Plan, in dem er und Albert Kriegerdenkmäler in großem Stil an Stadtverwaltungen verkaufen. Besonders Marcel ist von den Skizzen sehr angetan, da sie ihn an seinen Sohn erinnern. Doch diese Geschäftsidee ist nicht ohne Hinterlist.

## Interpretation
Ein großes Thema ist ein gestörtes Vater-Sohn-Verhältnis bei dem der Vater nicht mit der sexuellen Orientierung und dem "unmännlichen" Verhalten seines Sohnes umgehen kann. Hier findet aufseiten des Vaters, der seinen Sohn für gefallen hält, eine bemerkenswerte Veränderung statt. Auch der Umgang mit Trauer wird in diesem Buch thematisiert. Édouards Vater trauert im Geheimen, dies könnte an geschlechtsspezifischen Erwartungshaltungen und Erziehung liegen.
Anders als viele andere literarische Werke liegt der Fokus auf der Nachkriegszeit, während der Krieg nur kurz in der Endphase vorkommt. Der Leser bekommt einen Einblick in das Leben von teilweise schwer verwundeten Soldaten nach Ende des Krieges – Édouard kehrt entstellt zurück, Albert hat schwere psychische Schäden. Auch fällt auf, dass die Veteranen den Menschen deutlich weniger wichtig als die Gefallenen sind. Während etliche Bürgermeister bereit sind, viel Geld für Heldendenkmäler auszugeben um den Toten zu gedenken, müssen die Überlebenden wie Édouard stehlen, weil sie sich ihre Medikamente nicht leisten können.

## Verfilmungen
- See You Up There (2017), produziert von Albert Dupontel